# Misha Osherovich
Misha Osherovich es un actor, cineasta y activista estadounidense conocido por su papel en la película Freaky.

## Primeros años
Osherovich nació en Maryland, Estados Unidos. De padres inmigrantes judíos rusos y se crio en el área de Washington D. C..
Asistió a Island View, un centro de tratamiento residencial para jóvenes en el condado de Davis, Utah, cuando era adolescente.
Se graduó con una licenciatura en Bellas Artes en Actuación de la Universidad Estatal de Montclair.

## Carrera
Osherovich hizo su debut en el escenario de Nueva York en la producción Off-Broadway de La naranja mecánica en el New World Stages.
Su filmografía incluye la película de 2019 El jilguero así como la película NOS4A2 de la AMC. Fue coprotagonista en la película de horror y comedia Freaky, lanzada el 13 de noviembre de 2020. Osherovich escribió y coprodujo el cortometraje E.very D.ay. El cortometraje aborda su lucha contra los trastornos alimentarios y cubre los temas de salud mental e imagen corporal.

## Activismo
Osherovich es un defensor del acceso a la salud mental para la comunidad queer. En asociación con NEDA (Asociación Nacional de Trastornos de la Alimentación), Osherovich produjo la primera campaña de Orgullo en las redes sociales de la organización para abogar por la conciencia sobre los trastornos alimentarios y las luchas por la imagen corporal dentro de la comunidad LGBTQIA+.
Osherovich asistió a un mitin organizado por Paris Hilton en protesta por el presunto abuso en la escuela Provo Canyon y los programas de conversión homosexual, y habló sobre su propia experiencia con el abuso en una instalación para adolescentes de Utah llamada Island View Residential Treatment Center. El director clínico de Elevation, Jordan Killpack, es un ex terapeuta de la escuela Provo Canyon.
La estrella no binaria se abrió más en Them sobre su traumática experiencia adolescente en el sistema educativo y por qué no quiere que ninguna otra persona queer pase por lo mismo. Osherovich comparó lo que hicieron Island View y otra instalación a la que asistió en Connecticut con la terapia de conversión, explicando que la cultura y expresiones queer se consideraban rebelión, por la cual los estudiantes eran castigados o eran enviados al aislamiento.
Osherovich luego tuiteó su apoyo al movimiento viral Breaking Code Silence, el cual es una red de supervivientes y activistas para crear conciencia sobre los problemas en la educación de los adolescentes y la necesidad de una reforma.

## Vida personal
Osherovich es una persona no binaria y usa los pronombres they/them.

## Filmografía

### Cine
| Año  | Título      | Papel         | Notas  |
| ---- | ----------- | ------------- | ------ |
| 2015 | Never Born  | Theron Grey   | [ 14 ] |
| 2017 | The Prey    | El testigo    | [ 15 ] |
| 2019 | E.very D.ay | Hombre joven  | [ 16 ] |
| 2019 | El jilguero | Shirley T     | [ 4 ]  |
| 2020 | Freaky      | Joshua Detmer | [ 17 ] |

### Televisión
| Año       | Título  | Papel  | Notas       |
| --------- | ------- | ------ | ----------- |
| 2016-2017 | History | Collin | 6 episodios |
| 2019      | NOS4A2  | Simon  | 4 episodios |

### Teatro
| Año  | Título              | Papel | Localización                                  | Notas |
| ---- | ------------------- | ----- | --------------------------------------------- | ----- |
| 2017 | La naranja mecánica | Pete  | New World Stages                              |       |
| 2019 | Decky Does a Bronco | Decky | Espacio de Artes Escénicas de la Familia Real |       |